# دونالد بلاكبيرن
دونالد بلاكبيرن (بالإنجليزية: Donald Blackburn)‏ هو جندي أمريكي، ولد في 14 سبتمبر 1916 في ماكلين في الولايات المتحدة، وتوفي في 24 مايو 2008 في ساراسوتا في الولايات المتحدة.